# Валя-Перулуй (Бузеу)
Валя-Перулуй (рум. Valea Părului) — село у повіті Бузеу в Румунії. Входить до складу комуни Бечень.
Село розташоване на відстані 116 км на північний схід від Бухареста, 24 км на північ від Бузеу, 98 км на захід від Галаца, 96 км на схід від Брашова.

## Населення
За даними перепису населення 2002 року у селі проживали 1230 осіб, з них 1227 осіб (99,8%) румунів. Рідною мовою 1229 осіб (99,9%) назвали румунську.